# 佩恩瑪哈勒耶納拉克村
佩恩瑪哈勒耶納拉克村（波斯語：پائين محله نركه），是伊朗吉兰省阿姆拉什县中央區南阿姆拉什鄉的一个村。2006年人口普查顯示該村人口为369人，分佈在102个家庭中。